# Zr.Ms. Prinses Amelia (1856)
Zr.Ms. Prinses Amelia uit 1856 was een stoom- of schroefkorvet der 1e klasse bij de  Koninklijke Nederlandse Zeemacht. Het was een driemast zeilschip met stoomvermogen. Het schip werd onder meer ingezet als wachtschip in Nederlands-Indië. 

## De bouw
Het schip heeft een bijzondere geschiedenis. Minister van Marine J.C. Rijk wilde dat de betrokken ingenieurs de ontwikkelingen in het buitenland bestudeerden. De ontwerpers hoofdingenieur A.E. Tromp, ingenieur der marine L.K. Turk en H. Huijgens brachten in 1851 een bezoek aan de wereldtentoonstelling te Londen en bezochten daarnaast ook enkele scheepswerven. Huijgens had speciaal opdracht zich in Engeland op de hoogte te stellen van de vorderingen op het gebied van scheepsmachines en scheepsschroeven. 
Turk maakte een voorontwerp voor een schip met een lengte van 45 meter, een breedte van 11.60 meter en een waterverplaatsing van 1334 ton. Het machinevermogen van 120 pk zou een snelheid geven van vijf a zes knopen. Zijn collega hoofdingenieur der marine P.A. Bruyn, die de uiteindelijke ontwerper van de Prinses Amelia was, kwam tot een schip met een lengte van 51 meter.
De minister had ook bepaald dat bij de bouw het houten casco van de uit elkaar genomen kuilkorvet Borneo moest worden gebruikt. Dit schip, ontworpen door L.K. Turk, was in aanbouw bij de Marinewerf in Rotterdam. Wegens opheffing van die werf werd het casco in augustus 1850 uit elkaar genomen en naar Vlissingen gebracht. Daar werd het op de Rijkswerf in 1853 weer in elkaar gezet en afgebouwd door P.A. Bruyn en daarbij voorzien van hulpstoomvermogen. De machines werden gefabriceerd door de Koninklijke Fabriek P. van Vlissingen & Dudok van Heel in Amsterdam.

## Enkele reizen
- 3 augustus 1861 vertrok Zr.Ms. Prinses Amelia onder gezag van kapitein luitenant A.J. Kroef van Surabaya naar Nederland.[3]
- 20 maart 1864 meldde de Heldersche en Nieuwedieper Courant dat het fregat 6 februari 1864 onder bevel van kapitein luitenant ter zee J.J. Wichers in Paramaribo was aangekomen, de 22ste weer naar Oost-Indië zou vertrekken en dat aan boord alles wel was.
- 17 juni 1865 vertrokken twee gewapende sloepen van Zr.Ms. Prinses Amelia met 120 Europeanen en inlanders naar Pamoeka in de Singkelse bovenlanden. Ook twee kruisboten van de Gouvernementsmarine werden er naar toe gestuurd. Het was een expeditie tegen het hoofd van Kota Baroe en zijn handlangers, omdat die de handel met de binnenlanden stremden. Ze hadden op enige afstand van Singkel, waar een paar rivieren samenkwamen, twee sterkten (bentings) opgericht waar zij belasting hieven op alle goederen en die soms zelfs in beslag namen. Vanuit de sloepen en kruisboten werd een levendig granaat- en kartetsvuur op de versterkingen geopend, dat alleen dooreen paar lilla-schoten werd beantwoord. Een landingsdivisie vond de schansen verlaten en beide werden, als strafmaatregel, met de erin aanwezige huizen vernield. Het korvet werd daarna als voorzorgsmaatregel nog een tijdlang voor Singkel gestationeerd.[4]

Uiteindelijk werd het schip 9 oktober 1875 in Surabaya geveild en voor de sloop verkocht voor ƒ 20.000.

## Het model in hetRijksmuseum Amsterdam
Het onderwaterschip van het model heeft koperbeslag. Op het dek staan drie voorlaadkanons, een sloepje en een schoorsteen. Aan de achterzijde van het model hangen drie sloepjes. In de middelste mast (grote mast) een oorlogswimpel. Het model heeft één geschutdek met kanons en een tweebladige schroef. Aan de voorzijde hangen drie ankers. Schaal 1:100. 